# Burke (Wisconsin)
Burke – miasto w Stanach Zjednoczonych, w stanie Wisconsin, w hrabstwie Dane.